# 圣于尔西兹
圣于尔西兹（法語：Saint-Urcize，法語發音：[sɛ̃.t‿yʁsiz]）是法国康塔尔省的一个市镇，位于该省东南部，属于圣弗卢尔区。

## 地理
圣于尔西兹（44°41'48"N, 3°0'14"E）面积54.3 平方千米，位于法国奥弗涅-罗讷-阿尔卑斯大区康塔爾省，该省份为法国中南部省份，位于法國中央高原中心，北起科雷兹省、上盧瓦爾省和多姆山省，西接洛特省和科雷兹省，南至阿韦龙省和洛特省，东临上盧瓦爾省和洛泽尔省。
与圣于尔西兹接壤的市镇（或旧市镇、城区）包括：孔东多布拉克、屈里耶尔、拉约勒、圣谢利多布拉克、雅布兰、圣雷米德绍德赛格、拉特里尼塔、格朗瓦勒、纳斯比纳勒、勒库勒多布拉克、阿尔让斯和欧布拉克。
圣于尔西兹的时区为UTC+01:00、UTC+02:00（夏令时）。

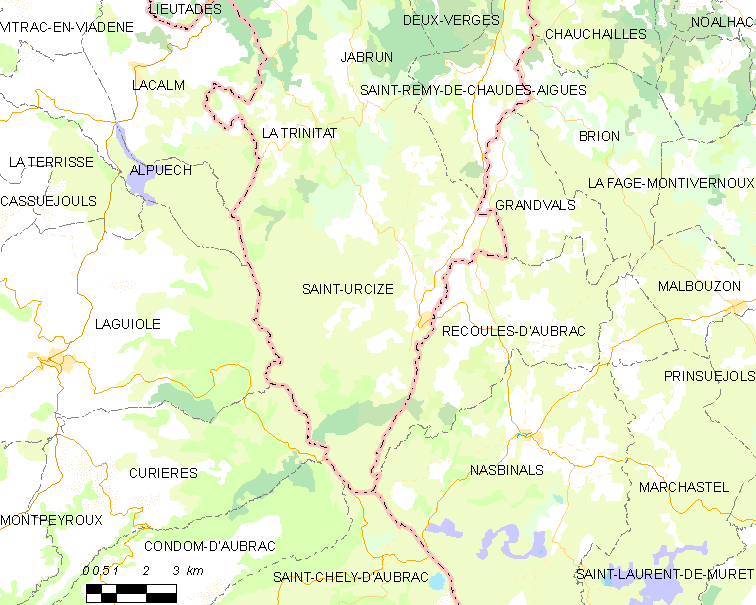
圣于尔西兹的OSM定位图

## 行政
圣于尔西兹的邮政编码为15110，INSEE市镇编码为15216。

## 政治
圣于尔西兹所属的省级选区为特吕耶尔河畔讷韦格利斯县。

## 人口

1962-2008年间圣于尔西兹人口变化图示

圣于尔西兹于2022年1月1日时的人口数量为449人。